# Acapulco, prima spiaggia... a sinistra
Acapulco, prima spiaggia... a sinistra è un film comico del 1983 diretto da Sergio Martino, con protagonisti Gigi Sammarchi e Andrea Roncato.

## Trama
Gigi e Andrea sono due trentenni bolognesi scansafatiche, con scarsa intelligenza, ancora dipendenti dai genitori e ossessionati dal sesso. È estate: i due sognano di trascorrere una vacanza avventurosa sulle spiagge di Acapulco. Viste le loro misere finanze, devono però accontentarsi di Cesenatico e della squallida pensione "Celso" gestita da una zia di Gigi. Qui, i due danno vita a innumerevoli tentativi di rimorchiare donne, sforzi che falliscono regolarmente.
Per conquistare un'avvenente tabaccaia, acquistano decine e decine di scatole di fiammiferi, venendo prima malmenati dal fidanzato di lei e provocando, in seguito, un incendio nella stanza della pensione.
Dopo aver corteggiato per giorni una donna sposata ed essere stati più volte umiliati dal suo bambino, subiscono l'ira del marito geloso. Arrivano anche a contattare un'agenzia di baby sitter, fingendo di aver necessità di una di loro e rimediando l'ennesima figuraccia.
L'ultimo giorno di vacanza, vengono scambiati per i ricchi proprietari di uno yacht da due procaci ragazze meridionali, che riescono infine ad invitare a cena. Nella misera trattoria dove le hanno portate, le ragazze scoprono tuttavia la verità e se ne liberano in malo modo.
Vengono successivamente abbordati da una ricca coppia inglese ubriaca, che si dice disposta a pagare Andrea per consumare un rapporto con la consorte. Tuttavia, anche alla villa della coppia, i due amici non concretizzano il loro obiettivo, anzi, il giorno seguente, i coniugi oramai sobri, li scambiano per due ladri.
Privi di disponibilità di denaro e senza nemmeno le valigie con i vestiti, il giorno di Ferragosto i due sono costretti a ritornare in una Bologna deserta per l'esodo estivo. Qui però, riescono finalmente a trascorrere una bella serata con le uniche ragazze rimaste in città: la parrucchiera Miranda e una sua amica sarda.

## Produzione
Facciamo del nostro peggio è stato il titolo di lavorazione utilizzato durante le riprese del film, girato nell'estate del 1982.

## Colonna sonora
(sigla del film, cantata da Gigi e Andrea)
La canzone che rappresenta il tema musicale del film intitolata Ci dò che ci dò che ci dò è stata pubblicata su un disco 45 giri dalla CLS, con il numero di catalogo (MDF 036).
Il brano è firmato da Andrea Lo Vecchio e Mariano Detto e interpretato dagli attori Gigi e Andrea.

## Distribuzione
Il film è stato distribuito nelle sale cinematografiche italiane l'11 marzo 1983 ed è andato in onda in prima visione TV su Rete 4, il 12 marzo 1984.

## Accoglienza

### Incassi
Il film ha incassato 432.665.000 lire e si è classificato al 71º posto tra i primi 100 film di maggior incasso della stagione cinematografica italiana 1982-1983.